# 29805 Bradleysloop
A 29805 Bradleysloop (ideiglenes jelöléssel (29805) 1999 CK91) a Naprendszer kisbolygóövében található aszteroida. A LINEAR projekt keretében fedezték fel 1999. február 10-én.